# Brad (gmina Negri)
Brad – wieś w Rumunii, w okręgu Bacău, w Negri. W 2011 roku liczyła 102 mieszkańców.